# Spilogona fulvipollinosa
Spilogona fulvipollinosa este o specie de muște din genul Spilogona, familia Muscidae, descrisă de Couri, Pont și Penny în anul 2006.
Este endemică în Madagascar. Conform Catalogue of Life specia Spilogona fulvipollinosa nu are subspecii cunoscute.